# Абушенко, Семён Дмитриевич
Абушенко Семён Дмитриевич (1906, Ивановка, Воронежская губерния — ноябрь 1959) — нарком государственной безопасности Киргизской ССР, член Коммунистической партии с 1928 года. Депутат Верховного Совета СССР 1 созыва (Совет Союза от Киргизской ССР) (доизбран 2 марта 1941 года).

## Биография
Родился в семье крестьянина-бедняка. Русский. С 7 лет был батраком, пас скот, числился помощником кузнеца, кузнецом сельскохозяйственных ремонтных мастерских Перелешинского совхоза (Воронежский уезд Воронежской губернии). В 1916 учился в сельской школе в Ивановке.
Член ВЛКСМ в 1922—1932 годах.
В 1925 году — экон. работник волкома РЛКСМ в селе Верхняя Хава Воронежского уезда Воронежской губернии.
Работал на промышленных объектах в Воронеже:
- В 1925—1930 годах — кузнец и машинист парового молота на паровозоремонтном заводе им. Дзержинского.
- В 1933—1934 годах — старший инженер районной электростанции.
- В 1935—1936 годах — начальник электроцеха авиамоторного завода № 16.
- В 1936—1937 годах — инженер-монтажник треста «Электропром».
- В 1937—1938 годах — заместитель главного инженера Водоканалтреста.
- В 1938—1939 годах — секретарь парткома завода имени Ленина.

В 1930—1933 и 1934—1935 годах получал высшее образование в Московском горном институте (сейчас – Горный институт НИТУ «МИСиС»).
Переведён на работу в органы государственной безопасности и внутренних дел.
- В марте 1939 — феврале 1941 годов — нарком внутренних дел Киргизской ССР.
- В феврале—июле 1941 года — нарком государственной безопасности Киргизской ССР.

В августе 1941 года направлен в действующую армию в качестве заместителя начальника Строительного управления оборонительных сооружений НКВД СССР по северному участку (От Ура-Губы, обслуживал Карельский фронт).
- В октябре 1941 — мае 1942 годов — заместитель начальника 2-го Управления (Северо-Западного) оборонительных работ НКО СССР.
- В мае 1942 — июле 1943 годов — заместитель начальника Особого отдела НКВД 43 армии (Резервный и Калининский фронты).
- В июле 1943 — мае 1946 годов — заместитель начальника Отдела контрразведки Смерш 3 ударной армии (Прибалтийский, 2-й Прибалтийский и 1-й Белорусский фронты).

В июле 1946 года переведён на государственно-административную работу в Министерство угольной промышленности Западных районов СССР (до декабря 1948 года — начальник отдела импорта и начальник Управления особых поставок импорта, затем — начальник отдела рудоремонтных заводов
Энергетического управления Министерства).
С января 1949 до 1952 года — начальник сектора отдела горного контроля Главной государственной горной технической инспекции Министерства угольной промышленности СССР.
С 1952 до апреля 1954 — главный горно-технический инспектор Главной государственной горной технической инспекции Министерства угольной промышленности СССР.

## Воинское звание
Капитан госбезопасности: 21 февраля 1939 года;
Майор госбезопасности: 27 марта 1941 года;  
полковник госбезопасности: 14 февраля 1943 года.

## Награды
- орден «Знак Почёта»: 26 апреля 1940 года
- орден Трудового Красного Знамени: 31 января 1941 года
- орден Красного Знамени 1945
- орден Отечественной войны I степени 1943
- орден Красной Звезды 15 октября 1944
- 5 медалей (в том числе «За отвагу» от 21 февраля 1942)